# Того на Светском првенству у атлетици на отвореном 2011.
Того је учествовао на 13. Светском првенству у атлетици на отвореном 2011. одржаном у Тегу од 27-1. септембра. Репрезентацију Тогоа представљала је 1 атлетичарка, која се такмичила у трци 400 метара са препонама. , 
На овом првенству Того није освојио ниједну медаљу. Није било нових националних, личних и рекорда сезоне.

## Учесници
Жене:
- Sandrine Thiébaud-Kangni — 400 метара

## Резултати

### Жене
| Атлетичарка              | Дисциплина | Лични рекорд | Група    | Група      | Полуфинале            | Полуфинале            | Финале                | Финале       | Детаљи |
| Атлетичарка              | Дисциплина | Лични рекорд | Резултат | Место      | Резултат              | Место                 | Резултат              | Место        | Детаљи |
| ------------------------ | ---------- | ------------ | -------- | ---------- | --------------------- | --------------------- | --------------------- | ------------ | ------ |
| Sandrine Thiébaud-Kangni | 400 м      | 52,50 НР     | 59,68    | 8. у гр. 1 | Није се квалификовала | Није се квалификовала | Није се квалификовала | 35 / 36 (37) |        |